# Bernhard Kohl
Bernhard Kohl (Viena, Austria, 4 de enero de 1982) es un exciclista austríaco, profesional entre 2002 y 2008.
Fue uno de los corredores más destacados del Tour de Francia 2008, subiendo al podio final de París como tercero en la clasificación general y líder de la montaña. Sin embargo, el 13 de octubre se hizo público que el corredor había dado positivo por CERA, y tras confesar su dopaje dos días después, fue sancionado con dos años de suspensión por dopaje. 
Sin embargo, el ciclista se retiró del ciclismo y ha colaborado extensamente con las autoridades, aportando testimonio sobre diversas tramas de dopaje que se encuentran ahora en fase de investigación.

## Biografía

### 2002-2004: inicios como profesional
Tras formarse en el modesto equipo Elk Haus Radteam Sportunion Schrems austriaco, pasó al equipo filial del Rabobank, donde ganó la por entonces prueba amateur del Tour de los Pirineos en 2004.

### 2005-2007: T-Mobile

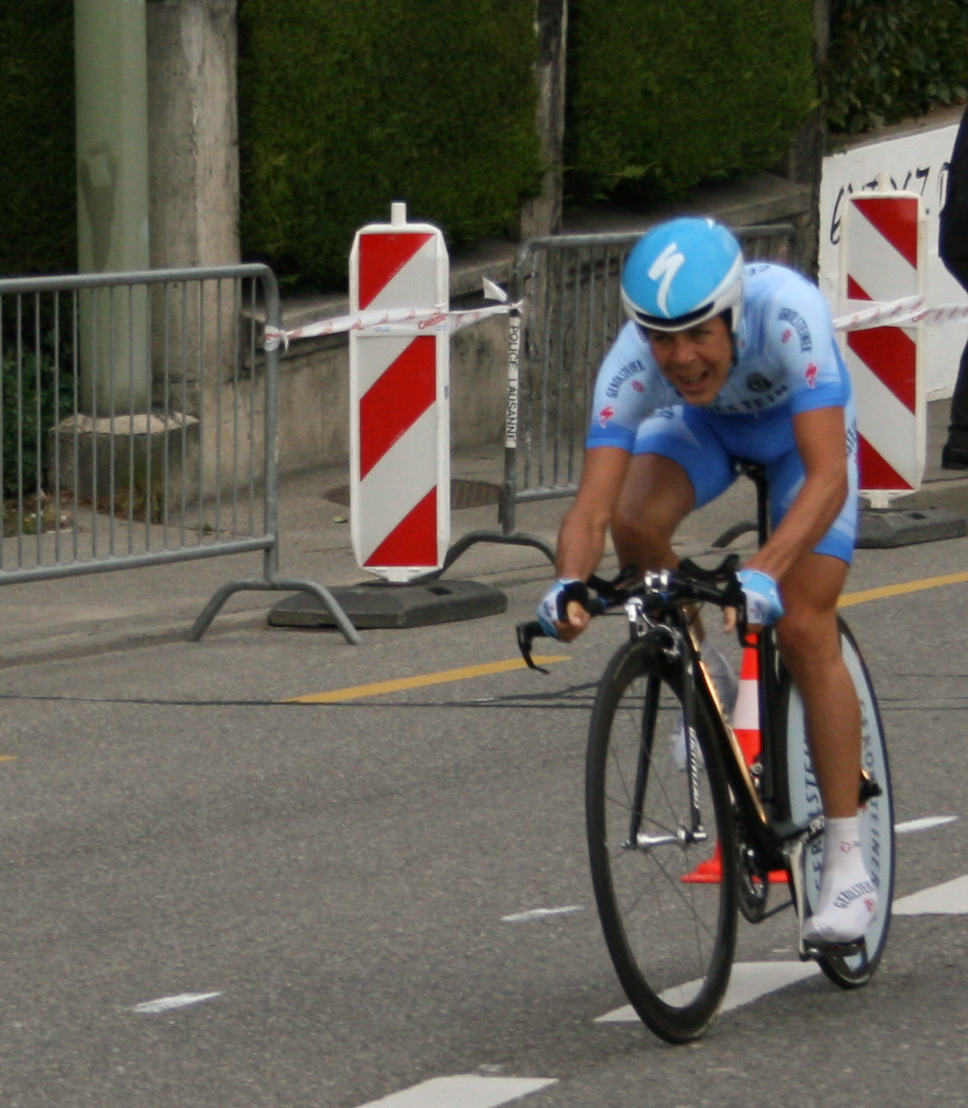
Kohl disputando el prólogo del Tour de Romandía de 2007.

Empezó a correr carreras de primer nivel en 2005, en las filas del T-Mobile, y en 2006 corrió diversas carreras del UCI ProTour, logrando finalizar tercero en la Dauphiné Libéré y proclamándose campeón de Austria de ciclismo en ruta.

### 2007-2008: Gerolsteiner
En 2007 pasó al equipo Gerolsteiner, sin resultados destacados. El equipo anunció que 2008 sería su último año en el pelotón, por lo que el corredor quedaría libre para la temporada 2009.

#### Tour de Francia 2008

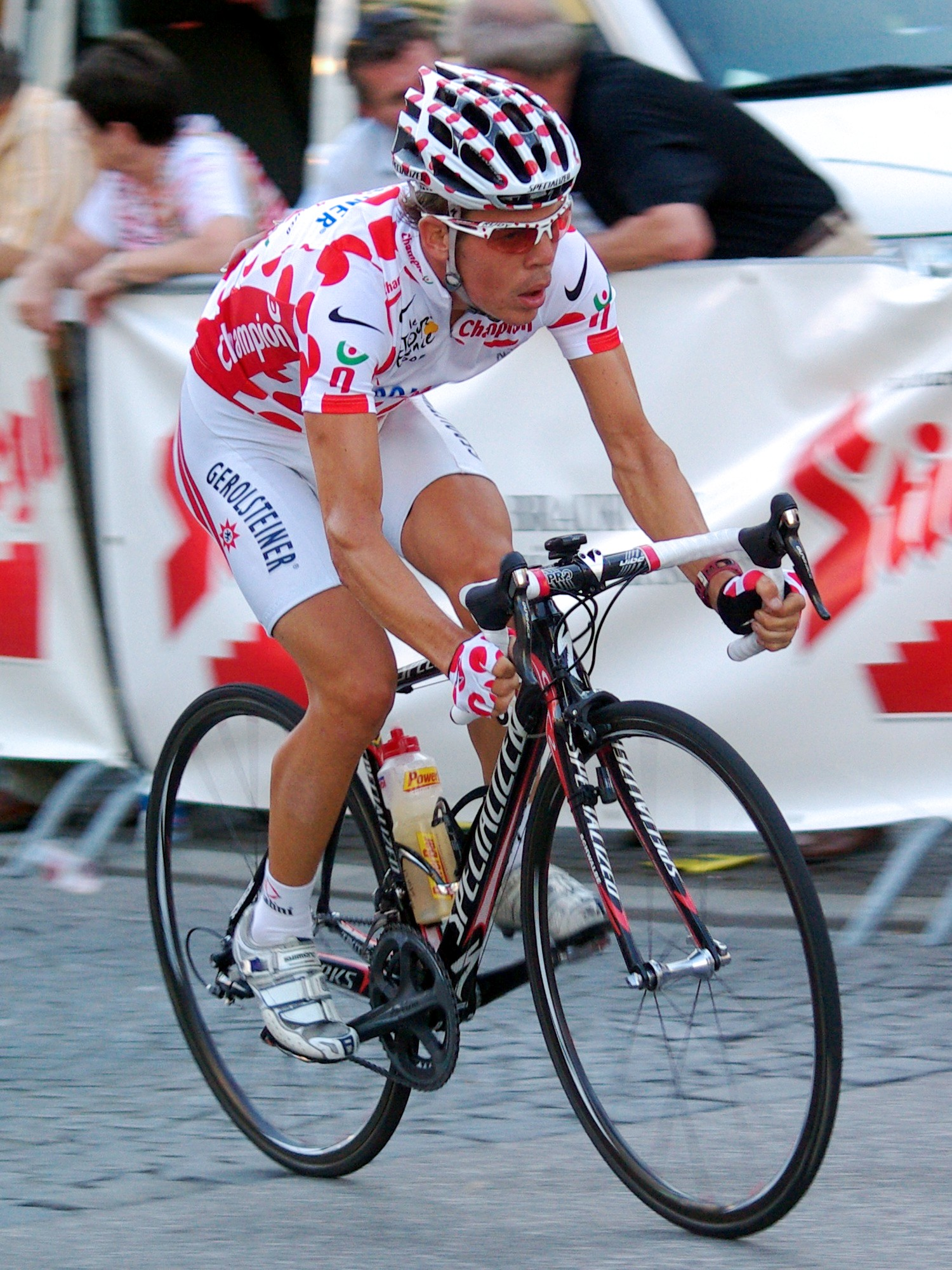
Bernhard Kohl con el maillot de topos rojos de líder de la montaña en el Tour de Francia 2008.

##### ¿Gloria en París?
En su última temporada en el equipo alemán, fue la sorpresa en el Tour de Francia 2008, al lograr el tercer puesto en la clasificación general y el maillot de líder la montaña, logrando asimismo que por primera vez se retransmitiera por televisión el Tour de Francia en su país natal, a través de la cadena pública austriaca ORF.
Tras su gran papel en el Tour, el equipo Silence-Lotto anunció en septiembre el fichaje de Kohl para los tres próximas temporadas (2009-2011).

#### Positivo por CERA
El 13 de octubre de 2008 el Departamento de Análisis de la Agencia Francesa de Lucha contra el Dopaje (AFLD) anuncia su positivo por CERA;
 se trataba del cuarto ciclista del pelotón que daba positivo por CERA en el Tour de Francia 2008, y el segundo del Gerolsteiner (el primero fue Stefan Schumacher, compañero de habitación de Kohl en el Tour). La AFLD comunicó que el ciclista había dado positivo en un control previo al inicio de la carrera, así como en el control que se le realizó en la octava etapa.
El mánager general del Gerolsteiner, Hans Michael Holczer, anunció su dimisión, así como la retirada inmediata de la competición del equipo, sin esperar al final de la temporada, precipitando así la desaparición de la escuadra.

#### Admisión incompleta
Dos días después, el 15 de octubre, el ciclista dio una rueda de prensa a la televisión pública austríaca ORF en la que admitió entre lágrimas su dopaje por CERA y exculpó de su caso de dopaje tanto al equipo Gerolsteiner como al mánager general de la formación, Hans Michael Holczer, lamentando haber decepcionado a este último.
Kohl señaló en esta primera comparecencia que había sucumbido a la tentación del dopaje por CERA tras su baja forma en la Dauphiné Libéré de ese año debido a la presión por lograr un buen resultado que le asegurara un contrato para el futuro, y calificó el haber utilizado el dopaje como una situación excepcional.
El ciclista indicó asimismo que "a su debido tiempo" facilitaría a las autoridades los nombres de quienes le facilitaron dicha substancia prohibida.

#### Sanción de dos años
El 24 de noviembre de 2008 la comisión de disciplina de la Agencia Nacional Antidopaje  austríaca (NADA) anunció una suspensión de dos años por dopaje, por lo que no podría volver a correr hasta julio de 2010.
Asimismo, a Kohl podrían serle retirados sus logros en el Tour de Francia 2008: el maillot de la montaña pasaría al español Carlos Sastre, mientras que el ruso Denis Menchov figuraría como tercero en la clasificación general final.

### La confesión
Poco después de haber admitido que se había dopado, el 15 de octubre de 2008, Kohl decidió colaborar plenamente con las autoridades judiciales y deportivas. Así, testificó y dio numerosa información a los investigadores: nombres de responsables (incluyendo a Stefan Matschiner, su mánager personal y presunto líder de la red de dopaje, posteriormente encarcelado) y clientes, lugares, prácticas dopantes, precios). A lo largo de su extensa y detallada confesión, Kohl aclaró que su uso del dopaje se remontaba a la época de aficionados (con 19 años, en 2001) y no se limitaba por tanto al Tour de Francia 2008 como había afirmado en un primer momento (el 15 de octubre de 2008).
El 25 de mayo de 2009 anunció su retirada del ciclismo profesional, explicando que "no quería seguir viviendo en una sarta de mentiras".
En junio de 2009 concedió una entrevista al diario deportivo francés L'Équipe, en la que hizo pública gran parte de su confesión por dopaje, aportando numerosa información y algunos detalles que enojaron a la UCI, la organización del Tour de Francia y la AFLD.

#### Rectificación: dopaje desde aficionado
Kohl rectificó sus primeras declaraciones (según las cuales habría empezado a doparse en 2008 para lograr buenos resultados y encontrar un nuevo equipo para cuando desapareciera el Gerolsteiner) y afirmó que se dopaba desde los 19 años, cuando corría en aficionados.
Asimismo, dijo que en 2008 siguió por primera vez un programa de dopaje de gama alta con una verdadera planificación, aunque ya desde 2005 recurría de manera menos concienzuda pero sistemática a prácticas ilícitas para mejorar su rendimiento.
La confesión de dopaje desde la categoría de aficionados, según explicó Kohl, fue para prevenir a los corredores más jóvenes.

#### HumanPlasma y Matschiner
Kohl confesó que durante toda su carrera como ciclista profesional (2005-2008) recurrió al dopaje de manera sistemática (EPO, dopaje sanguíneo, hormona de crecimiento, testosterona e insulina), visitando en varias ocasiones la clínica HumanPlasma. A Kohl le correspondía el nombre en clave Shrek, puesto que los apodos de los clientes se ponían en función del muñeco regalado durante esa semana en el restaurante que la cadena McDonald's tenía frente a la clínica. 
Kohl dijo que quien le facilitó todas estas prácticas fue Stefan Matschiner, su mánager personal, a quien pagó por sus servicios 50.000 euros.
Asimismo, Kohl añadió que tras los positivos del equipo austríaco (clientes también de la clínica HumanPlasma) en los Juegos Olímpicos de Invierno de Turín 2006, Matschiner comprendió que debían ser más discretos y entre él y sus deportistas afines decidieron comprar ellos mismos el material y las instalaciones necesarias para el dopaje. Así, el propio Kohl abonó a Matschiner 20.000 euros para la construcción y mantenimiento de las instalaciones, que fueron instaladas en la casa que Matschiner tenía en Steyermühl (Austria). Allí había centrifugadoras de sangre y se realizaban transfusiones. Según el relato de Kohl (quien dijo que un 10% de sus ingresos eran para Matschiner), otros tres deportistas afines a su mánager (cuyos nombres reveló a la policía, pero no a la prensa), además de él mismo, utilizaron ese lugar.
El propio Matschiner, detenido por la policía el 31 de marzo de 2009, reconoció haber colaborado en el dopaje por transfusiones de Kohl (que nunca dio positivo por ello), aunque no en el de CERA. Esta declaración fue ratificada por Kohl (quien no se mostró sorprendido ante esta detención), detallando que la CERA por la que dio positivo le fue facilitada por un ciclista, no por Matschiner.

#### Tour de Francia 2008

##### Reinfusiones indetectables con Matschiner
Kohl apuntó que "hay que estar muy atento" para evitar los controles. Así, señaló que Matschiner realizó durante el Tour de Francia 2008 tres viajes en avión a Austria para recoger sangre de Kohl previamente extraída (en concreto, un litro en agosto y otro litro en noviembre de 2007, guardada siempre en bolsas de 500 ml), concentrada y congelada en las instalaciones de Steyermühl.
Tras descongelarla en su casa, Matschiner volvía con la sangre acondicionada y escondida al hotel, donde por la tarde (entre las seis y las ocho) realizaba la reinfusión sanguínea al ciclista. Kohl explicó que su mánager le enviaba un SMS indicándole que podía ir a la habitación cuando tuviera un momento entre los masajes y las entrevistas a la prensa típicas de la tarde al finalizar la etapa, y que el proceso de reinfusión sólo tardaba en torno a 20 minutos, por lo que no infundía sospechas.
En su descripción del proceso especificó que cada reinfusión era de 500 ml, ya que así los parámetros sanguíneos no sufren variaciones que puedan levantar sospechas en los controles antidopaje. Las reinfusiones se realizaban 48 horas antes de las etapas importantes (ya que necesitan de ese tiempo para surtir efecto); así, Kohl se autotransfusionó tres bolsas de las cuatro que tenía preparadas: una después de la sexta etapa, otra antes de los Pirineos y otra antes de los Alpes. Kohl tomaba también albúmina (una proteína plasmática) para encubrir sus prácticas de dopaje en los controles.
Kohl nunca dio positivo por sus autotransfusiones sanguíneas, muestra de que los controles antidopaje no son eficaces para detectar este método de dopaje.

##### CERA, el secreto del pelotón
Kohl desveló que la CERA era conocida en el pelotón como un tipo de EPO indetectable en los controles antidopaje, y que fue así como él tuvo conocimiento de dicha sustancia. Reveló también que fue el exciclista y entonces triatleta Hannes Hempel (y no Matschiner) quien le dio la CERA, que el propio Kohl se inyectó tres días antes de que diera comienzo el Tour de Francia 2008, tranquilo según sus propias palabras.
Cuando Riccardo Riccò dio positivo y fue expulsado de la carrera precisamente por CERA en mitad de la ronda gala, Kohl pensó en un primer momento que el italiano se había excedido en la dosis o que la había tomado demasiado tarde. Más tarde se enteró de que la AFDL había desarrollado un método capaz de detectar la CERA, y de que ras terminar el Tour las muestras tomadas en los controles antidopaje a los ciclistas serían reanalizadas. Entonces, Kohl pensó lo siguiente:
"OK, estoy muerto, pero todos estamos muertos. Muchos habían tomado lo mismo. ¿Pero qué iban a hacer las autoridades francesas?, ¿eliminar a todos?"
Tras terminar el Tour, las muestras tomadas en los controles antidopaje fueron reanalizadas, comunicándose que tres ciclistas que habían terminado la ronda gala habían dado positivo:  Leonardo Piepoli (compañero de habitación y equipo -Saunier Duval- de Riccò), Stefan Schumacher (compañero de habitación y de equipo -Gerolsteiner- de Kohl) y el propio Bernhard Kohl. Kohl mostró durante su confesión su punto de vista ante estos pocos positivos:
"Las autoridades francesas no se han atrevido a eliminar la clasificación completa del Tour. Extrañamente sólo fuimos tres en caer. Creo que los diez primeros de la clasificación dieron positivo".

##### Adiós a las viejas sustancias
Kohl afirmó que la abundancia de controles sorpresa hacía que sustancias como testosterona, cafeína y pseudo-efedrin (utilizadas durante años para mejorar el rendimiento) fueran descartadas como método de dopaje en el Tour de Francia 2008 por el elevado riesgo de dar positivo.

#### Vendedor de AMTH-2
A finales de junio de 2009, la radiotelevisión pública austríaca ORF informó de que Kohl habría confesado que había vendido al triatleta (antes ciclista) Hannes Hempel tres ampollas de AMTH-2 (de efectos parecidos a la testosterona, y que conoció gracias a Matschiner) de un mililitro cada una a cambio de un total de 300 euros. El 30 de junio, el abogado de Kohl confirmó que su cliente, efectivamente, algo le dio a Hempel. Por su parte, el triatleta negó las acusaciones.
El caso, actualmente investigado por la ARC (Austrian Reserch Center) y el laboratorio austríaco de Seibersdorf acreditado por la AMA por una posible vulneración de las leyes antidopaje del país (el dopaje es oficialmente un delito en Austria), podría conllevar una pena de hasta tres años de cárcel para Kohl por su autoacusación.

### Contraataque de Matschiner
El 21 de julio de 2009 la ORF (televisión pública austriaca) difundió unas declaraciones concedidas por Stefan Matschiner, en las que detallaba que Kohl le vendió seis cajas de Dynepo (de 2000 unidades cada una, de 80 euros), además de AMHT-2 (similar a la testosterona), aunque dijo desconocer a cuánto había vendido Kohl dichas sustancias a sus compañeros del equipo Gerolsteiner en los Tour de Francia 2007 y 2008.
Matschiner explicó por otra parte que él vendió dos cajas de Dynepo a un ciclista (cuya identidad no desveló), a quien entregó su pedido en Roseheim a través de uno de sus colaboradores. Según Matschiner, el cliente pagó su compra de Dynepo a Kohl, entregándole posteriormente Kohl dicho dinero a Matschiner.
El abogado de Kohl negó las acusaciones de que su cliente fuera vendedor de sustancias dopantes (actividad tipificada como delito por la legislación austríaca), afirmando que cuando un compañero pidió a Kohl que le facilitara sustancias dopantes Kohl le remitió a Matschiner.

## Palmarés
2006
- Campeonato de Austria en Ruta

## Resultados en Grandes Vueltas y Campeonatos del Mundo
| Carrera         | Carrera         | 2002 | 2003 | 2004 | 2005  | 2006 | 2007 | 2008 |
| --------------- | --------------- | ---- | ---- | ---- | ----- | ---- | ---- | ---- |
|                 | Giro de Italia  | —    | —    | —    | —     | —    | —    | —    |
|                 | Tour de Francia | —    | —    | —    | —     | —    | 31.º | 3.º  |
|                 | Vuelta a España | —    | —    | —    | 111.º | Ab.  | —    | —    |
| Mundial en Ruta | Mundial en Ruta | —    | —    | —    | —     | Ab.  | Ab.  | —    |

—: no participa

Ab.: abandono

## Equipos
- Elk Haus Radteam Sportunion Schrems (2002)
- Rabobank TT3 (2003-2004)
- T-Mobile Team (2005-2006)
- Gerolsteiner (2007-2008)